# Tachyphyle acuta
Tachyphyle acuta là một loài bướm đêm trong họ Geometridae.